# Штаг
Штаг (от нидерл. stag — «толстый канат, оттяжка, укрепляющая мачту или стеньгу спереди») — снасть стоячего такелажа, расположенная в диаметральной плоскости судна и поддерживающая мачту, стеньгу и другое рангоутное дерево спереди или раскрепляющая бушприт с форштевнем.
На больших парусниках штаги получают наименование соответственно своему расположению, например, «фока-штаг», «фор-стень-штаг», «фор-брам-штаг».
Отдельно выделяют штаги, раскрепляющие рангоутное дерево на носу судна. К ним относят ватер-штаг, держащий бушприт снизу, а также утлегарь-штаг (мартин-штаг) и бом-утлегарь-штаг, удерживающие утлегарь и бом-утлегарь соответственно и проходящие через мартин-гик.
Если штаг используют для постановки на нём паруса, то называют соответственно наименованию паруса, например, «стаксель-штаг» или «кливер-штаг».
На яхтах самый нижний штаг называют «основным», идущий с топа мачты — «топштагом», расположенный между ними — «промежуточным».
Штаг-карнак — снасть из стального троса, закреплённая между мачтами. На больших парусных судах на нём заводят горденя для погрузки и выгрузки грузов.
Форштаг — относится к части стоячего такелажа и поддерживает мачту со стороны носа. Крепится у топа мачты.
Ахтерштаг — относится к части  стоячего такелажа и поддерживает мачту со стороны кормы.
Бакштаги — относятся к части стоячего такелажа. Крепятся на палубу судна к бортам от мачты, таким образом, чтобы их можно было  выбирать и отдавать при лавировке.